# Йохан Лудвиг фон Насау-Хадамар
Йохан Лудвиг фон Насау-Хадамар (на немски: Johann Ludwig von Nassau-Hadamar; * 6 август 1590, Диленбург; † 10 март 1653, Хадамар) е граф (1606 – 1653) и от 1650 г. княз на Насау-Хадамар.

## Живот
Той е син на граф Йохан VI фон Насау-Диленбург (1536 – 1606) и третата му съпруга графиня Йоханета фон Сайн-Витгенщайн (1561–1622), дъщеря на граф Лудвиг I. Баща му е брат на Вилхелм Орански. Роднина е на София Гръцка (кралица на Испания), Фредерика Хановерска (кралица на Гърция), на княз Албер I (Монако), на принц Албер II от Монако.
След смъртта на баща му на 8 октомври 1606 г. собствеността е поделена между неговите живи синове на 31 март 1607 г. Непълнолетният Йохан Лудвиг получава местността и замъка в Хадамар.
Йохан Лудвиг следва от 1604 г. в Седан и от 1606 г. в Женева. Той е член на литературното общество „Fruchtbringende Gesellschaft“.

## Фамилия
Йохан Лудвиг се жени на 22 август 1617 г. в Детмолд за графиня Урсула фон Липе (* 25 февруари 1598; † 27 юли 1638), дъщеря на граф Симон VI фон Липе и графиня Елизабет фон Холщайн-Шаумбург. Те имат децата:
- Йохана Елизабет (* 17 януари 1619; † 2 март 1647), омъжена 1642 г. за княз Фридрих фон Анхалт-Харцгероде (1613 – 1670)
- Луиза Урсула (* 22 март 1620; † между 25 август и 4 септември 1635)
- София Магдалена (* 16 февруари 1622; † 28 юни 1658), омъжена на 25 септември 1656 г. в Хадамар за княз Лудвиг Хайнрих фон Насау-Диленбург (1594 – 1662)
- Йохан Лудвиг (* 29 август 1623; † 12 януари 1624)
- Симон Лудвиг (* 8 декември 1624; † 28 февруари 1628)
- Мориц Хайнрих (* април 1626; † 24 януари 1679), княз на Насау-Хадамар (1653 – 1679)
- Херман Ото (* 3 декември 1627; † 26 юли 1660), духовник в Майнц, Кьолн и Трир
- Филип Лудвиг (* 11 декември 1628; † 24 декември 1629)
- Сибила (* 16 август 1629; † 11 април 1680)
- Анна Катарина (* 27 април 1630; † 10 юни 1630)
- Йохан Ернст (* 25 октомври 1631; † 28 септември 1651), войник
- дете (*/† 2 януари 1633)
- Анселм Фердинанд (* 4 януари 1634; † 3 май 1634)
- Йохан Лудвиг (*/† 17 август 1635)
- Франц Бернхард (* 21 септември 1637; † 15 септември 1695), каноник в Кьолн, Страсбург, Емерих и Бремен. След смъртта на брат му Мориц Хайнрих той става опекун и регент на сина му Франц Александер
- Мария Елизабет (* 23 юли 1638; † 23 юли 1651)